# Сьо Тайкю
Сьо Тайкю (яп. 尚 泰久; 1415 — 23 червня 1460) — 5-й ван Рюкю в 1453—1460 роках. У китайських джерелах відомий як Шан Тайцзю.

## Життєпис
Походив з Першої династії Сьо. Син вана Сьо Хасі та доньки Муцухата Івадзі. Народився 1415 року. 1453 року отримав титул князя Геку та володіння (магірі) Геку. Того ж року після смерті вана Сьо Кінпуку почалася боротьба за трон між його сином Сіро та братом Фурі, в якій обидва загинули. За цих обставин Тайкю став новим ваном Рюкю.
Продовжив політику підтримки морської торгівлі, центром якої став порт Наха. За його правління особливо розвинулося зведення буддистських храмів та монастирів, зокрема Коген, Фумон, Мандзю (більшість з ним створив японський чернець Каїїн). Також 1458 року відлито дзвін «Міст Націй» («Банкоку-Сінре-но-кане») заввишки 154,4 см, діаметром 94 см, вагою 600 кг. Його повісили в замку Сюрі на знак розквіту держави.
1458 року Амаварі, адзі (правитель) замку Кацурен, що був одружений з донькою вана — Момотофумі Агарі — вирішив повалити Сьо Тайкю й захопити владу. Спочатку він стикнув вана зі своїм тестем Госамару, адзі гусуку Нака, якого звинуватив у змові. Сьо Тайкю виступив проти останнього. Втім Госамару не бажав воювати зі своїм сюзереном, тому вчинив самогубство. Проте про плани Амаварі дізналася його дружина, яка за допомогою свого слуги Оні Огусуку повідомила батькові. Війська вана на чолі з Уні-Уфугусуку завдали поразки Амаварі, якого стратили.
Помер Сьо Тайкю 1460 року. Йому спадкував син Сьо Току.